# Skirball Center for the Performing Arts
Le Skirball Center for the Performing Arts est un centre de l'Université de New York (New York University ou NYU) pour les manifestations artistiques des étudiants. Situé sur LaGuardia Place, au sud de Washington Square Park dans Greenwich Village, il s'agit du plus grand complexe de l'université consacré aux arts et le plus grand complexe au sud de la 42e Rue. Le centre a été dessiné par les architectes Kevin Roche John Dinkeloo Associates, qui ont également réalisé le Mémorial de l'Holocauste (Museum of Jewish Heritage) ainsi que du Metropolitan Museum of Art. Situé à l'intérieur du Kimmel Center, le Skirball Center for the Performing Arts est nommé en l'honneur du généreux don de la Skirball Foundation. 
Le Skirball Center peut accueillir jusqu'à 879 personnes pour une représentation (517 en orchestre, 179 sur le parterre et 183 aux balcons). Il offre une variété d'événements : des concerts, des ballets, de l'opéra, des comédies musicales, des projections de films, des enregistrements pour la télévision (diffusés par une transmission satellite), des cérémonies, des conférences, des réceptions... En général, les représentations sont ouvertes au public. 